# 窪全亮
窪 全亮（くぼ ぜんりょう、1847年9月28日（弘化4年8月19日）- 1913年5月11日）は、日本の教育者。明治および大正時代に、現在の東京都稲城市で活動した。号は「素堂」。「稲城」の地名の命名者という説がある。

## 来歴
1847年に長沼村（現稲城市）に生まれる。若い頃江戸に出て、大沼枕山に学ぶ。 1871年に郷里の長沼村に作られた東長沼郷学校「博文学舎」の教員となる。翌年、学制が発布されると尋常小学校の教員に就任した。
1880年（明治13年）に私塾「奚疑塾」（けいぎじゅく）を自宅に開いた。この塾は尋常小学校卒業者を対象とし、広く生徒が集まった。
1889年の市町村制施行に際して東長沼地区の5村が合併して新たな村を発足させることになり、新村長となる森清之助から新村名の案出を求められた全亮は「稲穂」「稲城」の2案を示し、そこから「稲城」が選定されたという。
1913年死去（満65歳没）。
「奚疑塾」の跡地には「窪全亮先生頌徳碑」が建立されている。2021年には地元の市民団体が、和算家の小俣勇造とともに顕彰紹介する冊子を作成した。

## 関連文献
- 稲城市教育委員会教育部生涯学習課（編）「奚疑塾と窪全亮」『稲城市文化財調査報告書 第23集』稲城市教育委員会、2010年